# Ullrichs
Ullrichs ist eine Ortschaft und eine Katastralgemeinde der Gemeinde Kirchberg am Walde im Bezirk Gmünd in Niederösterreich mit 201 Einwohnern (Stand 1. Jänner 2025). Bis Ende 1966 war Ullrichs eine eigenständige Gemeinde.

## Geografie
Das unregelmäßig angelegte Angerdorf befindet sich zwischen Kirchberg und Gmünd an der westlichen Gemeindegrenze. Am 1. April 2020 umfasste die Ortschaft 90 Adressen.

## Geschichte
Die gut bestifteten Bauern zogen auf ihren Äckern besonders Erdäpfel, aber auch Korn, Gerste sowie Hafer und auch die Viehzucht wurde mit Erfolg betrieben, berichtete Schweickhardt im 19. Jahrhundert.
Im Jahr 1822 wurde der Ort als Dorf mit 40 Häusern genannt, das nach Kirchberg eingepfarrt war, wohin auch die Kinder eingeschult wurden. Die Herrschaft Kirchberg am Walde besaß die Ortsobrigkeit, übte die Landgerichtsbarkeit aus und besorgte die Konskription. Die Untertanen und Grundholde des Ortes gehörten den Herrschaften Kirchberg und Zwettl.
Laut Adressbuch von Österreich waren im Jahr 1938 in der Ortsgemeinde Ullrichs zwei Gastwirte, ein Gemischtwarenhändler, ein Schmied, ein Schneider, ein Schuster und eine Ziegelei der Gutsinhabung Kirchberg am Walde ansässig. Im Rahmen der Niederösterreichischen Kommunalstrukturverbesserung trat die damalige Ortsgemeinde per 1. Jänner 1967 der Gemeinde Kirchberg am Walde bei.

## Siedlungsentwicklung
Zum Jahreswechsel 1979/1980 befanden sich in der Katastralgemeinde Ullrichs insgesamt 81 Bauflächen mit 31.473 m² und 40 Gärten auf 12.703 m² und auch 1989/1990 waren es 81 Bauflächen. 1999/2000 war die Zahl der Bauflächen auf 254 angewachsen und 2009/2010 waren es 132 Gebäude auf 256 Bauflächen.

## Landwirtschaft
Die Katastralgemeinde ist landwirtschaftlich geprägt. 385 Hektar wurden zum Jahreswechsel 1979/1980 landwirtschaftlich genutzt und 70 Hektar waren forstwirtschaftlich geführte Waldflächen. 1999/2000 wurde auf 345 Hektar Landwirtschaft betrieben und 81 Hektar waren als forstwirtschaftlich genutzte Flächen ausgewiesen. Ende 2018 waren 342 Hektar als landwirtschaftliche Flächen genutzt und Forstwirtschaft wurde auf 81 Hektar betrieben. Die durchschnittliche Bodenklimazahl von Ullrichs beträgt 27,8 (Stand 2010).